# Xã Kanaranzi, Quận Rock, Minnesota
Xã Kanaranzi (tiếng Anh: Kanaranzi Township) là một xã thuộc quận Rock, tiểu bang Minnesota, Hoa Kỳ. Năm 2010, dân số của xã này là 247 người.